# Vrhovi
Vrhovi (cyr. Врхови) – wieś w Bośni i Hercegowinie, w Republice Serbskiej, w gminie Derventa. W 2013 roku liczyła 5 mieszkańców.